# Districtul Bouzina
Bouzina este un district din provincia Batna, Algeria.